# Danilo Ormeño
Danilo Octavio Ormeño Guerra (Viña del Mar, Región de Valparaíso, Chile, 31 de julio de 1971) es un exfutbolista chileno. Jugaba de defensa y mediocampista. 
Es el hermano mayor de Jorge Ormeño, que también fue futbolista. Actualmente es profesor en la escuela de fútbol de su hermano.

## Clubes
| Club                  | País  | Año       |
| --------------------- | ----- | --------- |
| Santiago Wanderers    | Chile | 1991-1992 |
| Deportes Ovalle       | Chile | 1992      |
| Santiago Wanderers    | Chile | 1993-1996 |
| Everton               | Chile | 1997      |
| Santiago Wanderers    | Chile | 1998      |
| Deportes Puerto Montt | Chile | 1998      |
| Santiago Wanderers    | Chile | 1999      |
| Deportes Temuco       | Chile | 2000      |
| Everton               | Chile | 2001      |

## Palmarés

### Campeonatos nacionales
| Título    | Club               | País  | Año  |
| --------- | ------------------ | ----- | ---- |
| Primera B | Santiago Wanderers | Chile | 1995 |